# 美味滿閣
《美味滿閣》（英語：Sweet Family），2019年東森電視自製戲劇系列之第十七部作品。由王傳一、魏蔓、紀言愷、林昀希、李維維、羅宏正、龍劭華、苗可麗主演。2019年9月22日開鏡，10月1日舉行卡司發布記者會。11月10日舉行首映會。11月18日起於東森戲劇台首播，OTT平台myVideo影音隨看、LINE TV、friDay影音也於當天起同步播出。2020年2月11日全劇殺青。

## 播出時間

### 首播
| 頻道/影音       | 所在地 | 播出日期       | 播出時間                  |
| --------------- | ------ | -------------- | ------------------------- |
| 東森戲劇台      | 臺灣   | 2019年11月18日 | 每週一至週五 21:00－22:00 |
| myVideo影音隨看 | 臺灣   | 2019年11月18日 | 每週一至週五 21:00上架    |
| 愛奇藝          | 臺灣   | 2019年11月18日 | 每週一至週五 22:00上架    |
| LINE TV         | 臺灣   | 2019年11月18日 | 每週一至週五 22:00上架    |
| KKTV            | 臺灣   | 2019年11月23日 | 每週六 12:00一次更新5集   |
| 龍華偶像台      | 臺灣   | 2019年12月5日  | 每週一至週五 20:00－21:00 |
| 中視主頻        | 臺灣   | 2021年7月6日   | 每週一至週五 20:00－22:00 |

### 重播
| 頻道/影音  | 所在地 | 播出日期       | 播出時間                                        |
| ---------- | ------ | -------------- | ----------------------------------------------- |
| 東森戲劇台 | 臺灣   | 2019年11月19日 | 每週二至週六 00:00－01:00                       |
| 東森戲劇台 | 臺灣   | 2019年11月19日 | 每週一至週五 08:00－09:00 （至2019年12月6日止） |
| 東森戲劇台 | 臺灣   | 2019年11月19日 | 每週一至週五 12:00－13:00                       |
| 東森戲劇台 | 臺灣   | 2019年11月19日 | 每週一至週五 20:00－21:00                       |
| 東森戲劇台 | 臺灣   | 2019年11月20日 | 每週一至週五 07:00－08:00 （至2019年12月9日止） |
| 東森綜合台 | 臺灣   | 2019年11月20日 | 每週一至週五 19:00－20:00 （至2019年12月6日止） |
| 東森綜合台 | 臺灣   | 2019年12月9日  | 每週一至週五 11:00－12:00                       |
| 中視主頻   | 臺灣   | 2021年7月7日   | 每週二至週六 00:00－02:00                       |
| 中視主頻   | 臺灣   | 2021年7月7日   | 每週一至週五 10:00－11:58                       |

## 故事大綱
2019色香味俱全的旗艦強檔大戲
性格迥異的三兄弟，不同風味的人生大菜
帶領我們一起品嚐料理的酸甜苦辣，品味人生的悲歡離合
發財師本名王發財，個性一板一眼，出身自「食神之鄉」的內門總鋪師，年輕時進入「圓滿閣」向阿告師學習廚藝，因南北奔波到處替人「辦桌」，累積了不少名聲，只要他出手的料理，總是讓人讚聲連連。發財希望傳統料理的技藝可以傳承下去，在繼承師父阿告師的「圓滿閣」後，將自己的廚藝精益求精，於是吸引了許多老饕上門光顧，有錢還不一定吃得到，甚至成為政商名流宴客時的第一首選。
發財有三個兒子，老大王子堯繼承他精湛的手藝，不到三十歲就成為「圓滿閣」 的主廚，在廚師界享有很高的聲譽。老二王子文隨遇而安，只想當哥哥的左右手，讓老婆芳蓉恨鐵不成鋼。而老三子毅小學一畢業就被發財送出國去，發財計畫著，子堯和子文專注在料理上面下功夫，子毅就學習管理餐廳，三個兒子各司其職，兄弟齊心，合力斷金，未來將「圓滿閣」當成家族事業發揚光大。
但在「圓滿閣」生意蒸蒸日上之時，一場上一代的恩怨，改變了發財一家與三兄弟的命運......

## 演員陣容

### 主要角色
| 演員   | 角色            | 介紹 | 登場集數               |
| 王傳一 | 王子堯          | 母胎單身天菜主廚 接手父親的圓滿閣餐廳，成為新一代主廚 王發財、劉滿嬌的大兒子，何芳蓉的大伯，方以茜的男友 母胎單身的他，用笨拙猛烈的方式，追求商場女強人方以茜，以茜跟他告白後，兩人正式交往。原本打架一敗塗地，卻是基於他對廚師形象的堅持，亦因此吸引到以茜。因為以茜的父親誤會自己的父親害了蔡添成，所以把圓滿閣的土地權收走，而王發財當場心臟病發，誤會以茜與她父親聯手陷害自己的父親，認為以茜答應與自己交往，是帶有目地的，所以跟以茜提出分手。家變以後，他毅然決然轉換跑道、投入人生的第二春，體魄與氣場都大為增強，但內心深處一直懷抱著拯救這個家族的心願。因忘不了以茜後來復合。最後和以茜等人一同努力搞定重大任務，並贏回家族在圓滿閣的土地權。 | 全剧                   |
| 魏蔓   | 方以茜          | 反差萌飯店公主 H飯店總裁方智輝的獨生女，也是H飯店的總監，H飯店千金，王子堯的女友，性格直率，富有正義感，接受父親安排進入家族企業後，檯面上扮演親切有禮、充滿智慧的大小姐，私底下常和林庭做些打拳、射擊、打靶等揮灑汗水的運動。談過一次慘烈收場的戀愛，決定抱著獨身主義一輩子，遠離愛情這種傷心又傷身的賀爾蒙衝動，已經跟子堯告白喜歡他，兩人正式交往，但因為父親誤會子堯的父親王發財陷害蔡添成，結果自己前男友林硯懷出現，把圓滿閣的土地權收走了，子堯的父親因為圓滿閣的土地權被收走，突然心臟病發，被子堯誤會答應與他交往是帶有目地的，也被誤與自己父親聯手陷害圓滿閣，而被子堯提出分手，後來有一陣子十分不諒解子堯。因忘不了子堯後來復合，引發林硯懷不滿，接著林硯懷設計與她約會，還威脅試圖對她非禮，告訴她要他來這裡都是為了引王子堯過來，試圖設陷阱想要殺害王子堯，而為了救王子堯，被車子撞到傷到頭部昏迷，醒來以後失去記憶，忘了王子堯，而且每兩天就會記憶重置一次，但心裡的感覺沒忘。後來在王子堯工作夥伴的協助下記憶恢復，並協助王子堯搞定了重大任務。 | 全劇                   |
| 紀言愷 | 王子文          | 無樂不歡多情二廚， 何芳蓉的丈夫 王發財、蔡滿嬌的二兒子 個性活潑，幽默風趣，整天嘻嘻哈哈的，因為哥哥能力強又聰明，所以就養成什麼都聽哥哥的懶散個性，胸無大志的作為和想法讓老婆芳蓉非常看不慣，芳蓉給子文壓力，使子文開始覺得老婆芳蓉看不起自己，而美辰給子文自信，讓子文不由自主對美辰越來越有好感。接著有一連串的事情發生了。被芳蓉知道他跟美辰的婚外情後感情破裂，因孫美辰懷了他的孩子要脅芳蓉而被芳蓉提出離婚，後來多次試圖挽回無效，人生陷入低潮。羅俊翔進入芳蓉的生命後，與他公平競爭芳蓉。最後振作起來自力更生、芳蓉在反覆掙扎後終於選擇原諒他。 | 全劇                   |
| 林昀希 | 何芳蓉          | 圓滿閣總管萬能媳，王子文的妻子，王發財、劉滿嬌的媳婦，王子堯的弟媳 當初因為子文的風趣和溫柔進而愛上這個活潑的男人。只是婚後，她發現兩人差距越來越大，於是積極督促子文，幾次造成夫妻失和。結婚五年，兩人都渴望孩子，但子文的依賴和怠惰讓芳蓉怯步，沒想到這樣的念頭竟讓自己的婚姻陷入危機。家變期間努力求職維持家計，卻被小三藉機陷害，在外險遭壞人強暴及時被翔哥救下，狼狽又傷心的回到家，抓姦王子文跟孫美辰偷情在床，當場崩潰氣到決定要跟王子文離婚。離婚後卻發現自己已經懷了子文的小孩，似乎因為這個緣故，儘管面對暖男羅俊翔的追求，心裡卻還是放不下子文，最後選擇原諒子文。 | 全劇                   |
| 李維維 | 林庭            | 強力閨蜜壞姊姊，方以茜的同事，王子毅的上司與未婚妻 在H飯店擔任主管職務。笑容可掬，事實上個性冷淡腹黑。除了以茜，對任何人都不上心，從沒喜歡過人，就連親人也是，母親的三次再婚，造就她看人臉色，戴著面具生活。而當發現跟她一樣缺愛的王子毅後，第一次興起了想要逗弄對方、在乎對方的心情。林軒的姊姊。起初只是想整王子毅所以騙他，但之後也對他動了真情，一直想坦白自己說的謊話，但還是被揭穿，導致王子毅至今沒辦法原諒他。後來王子毅選擇原諒她，並向她求婚。 | 全劇                   |
| 羅宏正 | 王子毅 (蔡子毅) | 缺愛迪迪腦性男，林庭的下屬與未婚夫 王發財、蔡滿嬌的養子，蔡添成、孫玉鳳的兒子 小學畢業後就被送出國，他強迫自己獨立，說服自己不需要父親和哥哥們，只要有母親的愛就可以滿足。因為本身長得不錯，對女孩子算是很有一套，只是當他碰上林庭後，赫然發現他完全抓不住這個女人的思維……最大弱點是易醉加上十分滑稽的醉後失態模樣。從方智輝口中得知其實並不是王發財的親生兒子，而是蔡添成的親生兒子，因而與發財一家鬧翻並離家出走。雖然喜歡林庭，但因為林庭欺騙自己的緣故始終沒辦法原諒她。因林軒告訴他，是他誤會林庭了，原諒林庭並跟她求婚。最後在林庭的牽線下與發財一家重修舊好。 | 6-63                   |
| 龍劭華 | 王發財          | 黃金總舖師 王子堯、王子文的父親，王子毅的養父，何芳蓉的公公 個性有些拘謹，一板一眼，重情重義，信守承諾，是個傳統男人，很愛妻子滿嬌，卻不擅於表達，總在日常生活的行為上處處讓著她，發財師有三個兒子，期盼他們能齊心協力，將「圓滿閣」發揚光大。王子毅的養父，在其生父蔡添成過世後從不負責任的生母孫玉鳳手中接養王子毅。 | 1-24,34-39 50-51,60-63 |
| 苗可麗 | 劉滿嬌          | Hold場甜心闆娘 王子堯、王子文的母親，王子毅的養母，何芳蓉的婆婆 個性大方、熱心，儘管廚藝慘不忍睹，但結婚後仍認份的幫忙發財經營「圓滿閣」。發財為人嚴肅謹慎，個性急，工作上罵了人，她就得出面當潤滑劑。雖然給人感覺大剌剌的，其實很體貼，也很會察言觀色，是個聰明的女人。王子毅的養母，在其生父蔡添成過世後從不負責任的生母孫玉鳳手中接養王子毅。 | 1-24,33-51,60          |

### 其他角色
| 演員   | 角色   | 介紹 | 登場集數                                                        |
| 沈孟生 | 方智輝 | H飯店前總裁、方以茜的父親 年輕時期與王發財一同學習廚藝的師兄弟 誤會王發財為奪取圓滿閣陷害蔡添成，所以不答應方以茜與王子堯交往，甚至藉著與盛世集團合作惡意報復王發財一家。後來遭林燕莉設計而垮台，落魄時得到王發財不計前嫌的關懷，於是與王發財恢復以往師兄弟的情誼，也同意子堯跟以茜交往。 | 1,4,8-12 18-20 22-25 27 47 60-63                                |
| 岳庭   | 孫玉鳳 | 蔡添成生前的戀人，似乎並未結婚，目前因患有精神疾病住在療養院。 方智輝在無意間找到她並利用她鬥爭王發財。為王子毅生母 | 4,8,10 12,18-20 22-23                                           |
| 邱珮淇 | 孫美辰 | 本劇反派，後悔改 圓滿閣外場助手，私下從事酒促小姐一職，在外有複雜交友圈。最初是芳蓉的閨密，後來黑化成心機小三並設計陷害元配。喜歡王子文，與他發生婚外情，懷上了王子文的孩子。後來與友人爭執中被打流產。 | 1-9,11-21 23-27, 29,32-35 37,39 41,45,48 59                     |
| 許巧薇 | 姚佳芯 | 圓滿閣廚房助手 | 1-4,6-7,9,11 15-16,18-26 28-29,31-33 35,43-44 48-54 56-63       |
| 莫允樂 | 許薇琪 | 圓滿閣外場助手 | 1-4,6-7,9-11 15-16,18-21 23-26,28-29,31 35,43-44 50-52,55,57 63 |
| 林映彤 | Dora   | 圓滿閣外場助手 吃貨 | 1-4,6-7,9-11 15-16,18-24 29,31,35,43 48,51 57-60,63             |
| 王牧語 | 劉筱楓 | 圓滿閣二廚，很崇拜欣賞王子堯。 | 1-3,5-7,9 11-13 15-20,23 25-26,32-33,35 44,49-51 63             |
| 張熙恩 | 汪祖賢 | 圓滿閣廚房助手，喜歡曾恭喜也跟他交往了 | 1-3,6-7,11 14-20 23-24,29 43,51-52,57 59-61 63                  |
| 楊騰   | 藍鴻志 | 圓滿閣廚房助手 | 1-4,7,9 11-16,18,20 23-24,26,28 32,43,51 53-54,57-58 62-63      |
| 鄭志偉 | 曾恭喜 | 食材廠商，喜歡汪祖賢也跟她交往了 | 1-5,7,9-10 14-15,17-19,22,29 35-36,39 43,46,51-52,57 59,61,63   |
| 賴雅琪 | 趙立雅 | 方智輝的特助 | 1,3-4,8-11 12,18-20 22-25,27 47,59,62                           |
| 李相林 | 柯嬿涵 | H飯店副總 是方以茜死對頭 | 3,11 14-16 28,47 59                                             |
| 林蔚喬 | 簡巧蕎 | 行銷部員工 | 2-4,6,13,18 27,35 43-44，46,48 54-55,57,62                      |
| 蘇祈安 | 程玉琳 | Amy，行銷部員工 | 2-4,6,13 28,43,54-55 57                                         |
| 彭子翎 | 林軒   | 大金空調職員 林庭的妹妹，能有一份穩定的工作是王子毅介紹的 | 9,11 13-14,16 19-20,23 50,55-60,62                              |
| 蘇小軒 | 金敏華 | 大金空調經理 | 19,23,51 56-60,62                                               |
| 謝承均 | 林硯懷 | 盛世集團營運長，林燕莉的兒子，方以茜前男友，王子堯的死敵 代表總裁童耀邦把圓滿閣收回於盛世集團 雖任盛世集團的重要職務，但實質上都受制於母親。與顏若晨談地下情，表面上卻對方以茜情深義重，多次欺騙方以茜；但對若晨的愛才是真心的，也因為她跟自己的媽媽撕破臉。若晨電療失敗消失後自甘墮落成為地下的黑拳手，並與王子堯激戰。因為顏如夜被林燕莉下毒而跟林燕莉坦承顏如夜是她活下去的理由以及她的命比自己重要，最終選擇與若晨(如夜)開車自盡後身亡。 | 22-28 30-32,35-53 55-63                                         |
| 簡沛恩 | 紀明芳 | 漢威安全顧問公司董事長，王子堯的老闆 但事實上漢威只是一間為了掩護法務部調查局行動而存在的公司 真實身分為法務部調查局經濟犯罪防制處處長 | 24-25 27,38,40 62-63                                            |
| 陳霆   | 童耀邦 | 盛世集團總裁 林硯懷假姑丈、童語曦生父 不知道林燕莉、李桂枝長期虐待顏若晨 知道林硯懷是林燕莉的兒子，但決定容忍並把硯懷當成自己兒子一樣看待，後來知道林燕莉侵占善款20億，54集跟她提離婚的時候心臟病發被林燕莉推下山崖，身上值錢的東西也全被他拿走，昏迷了一陣子，所幸後來清醒 | 24-25 27-28,30-32 36,38,40-41 44-45,54 63                       |
| 鄭仲茵 | 林燕莉 | 盛世集團前總裁夫人，林硯懷的生母兼假姑姑 設計害死許雅晴，百般虐待顏若晨，侵占善款20億，藉由佈置假結婚的詭計綁架顏若晨、把她關在精神病院電療；電療失敗後反被顏如夜控制行動。54集把心臟病發的童耀邦推下山崖，他身上值錢的東西也全拿走。發現自己罹癌後惡念再起，意圖下毒想害死如夜、語曦、以茜，最後被警方逮捕。得知硯懷的死訊後精神失常住進精神病院。後癌症病發病逝於精神病院。                                                                | 24-25 27-28,30-32,34 36,38,41 44-45,47-49 53-55,57-62           |
| 梁以辰 | 童語曦 | 盛世集團千金，許雅晴與童耀邦所生的女兒 因家庭遭林燕莉破壞而對其非常厭惡。 知道林燕莉、李桂枝長期虐待若晨。劇中除硯懷之外，唯一一個把若晨當朋友看待並對其伸出援手的角色。 喜歡上被指派出勤保護她的王子堯，得知王子堯和方以茜舊情復燃，選擇退出，並自願將對王子堯的感情轉為兄妹之情。 | 24-40,42-45 47,49-56 58-63                                      |
| 葉依庭 | 李桂枝 | 盛世集團總裁童耀邦的管家，顏若晨的母親，因承受林燕莉的要脅而助其虐待顏若晨。幫助林燕莉佈置假結婚的詭計綁架顏若晨、把她關在精神病院電療；電療失敗後同被顏如夜控制行動。得知若晨的死訊後精神失常，住進精神病院。 | 24-25 34-36,42 48-49,51-53 55,58                                |
| 茵芙   | 顏若晨 | 李桂枝的女兒，幫媽媽做家事，伺候童語曦。被林燕莉、李桂枝長期虐待。林硯懷的地下情人。被林燕莉、李桂枝欺騙而被關進精神病院電療，因電療失敗而全面被如夜取代，最終拜託如夜完成硯壞最後一個願望，後來選擇與硯壞開車自盡後身亡。 | 25,27-28 30-36 38-39,41 48,51-53,55 61,63                       |
| 茵芙   | 顏如夜 | 顏若晨雙重人格分裂出來的身分 精明、強悍而好戰，自稱是痛恨現實中懦弱的顏若晨而存在的。一開始形象是惡意衝撞方以茜及童語曦的重機黑衣騎士，平時以一身黑衣勁裝現身。喜歡林硯懷並以操控他為樂。53集因電療失敗而完全取代若晨。61集因為自己中毒而聽到林硯懷的真心話決定與他同生共死，最終選擇恢復若晨的身份與硯懷開車自盡後身亡。 | 27,31 33-42,44-49 53-63                                         |
| 言明澔 | 羅俊翔 | 花店老闆，圓滿閣的客人，喜歡王子堯主廚做的菜。及時救下險遭侵犯的芳蓉，喜歡芳蓉，跟王子文公平競爭芳蓉。後選擇放手，讓芳蓉安心的回到王子文身邊。 | 26,29,41,45 48,50,53,59                                         |
| 侯柏亨 | 高有福 | 王子堯安全顧問公司的同事兼室友，電腦高手 | 27-28,30-31 34,36,40,42 44,47,49-56,58 60-63                    |
| 賴芊合 | 楊采君 | 王子堯安全顧問公司的同事 | 24,31-32,51 ,54-56,58 60,62-63                                  |

### 客串角色
| 演員       | 角色           | 介紹 | 登場集數         |
| 蘇一仲     | 安東尼奧金     | 廚藝比賽總評審 | 1,15-22          |
| 劉紀範     | Amanda         | 直播主 | 1                |
| 地球       | 主持人         | 廚藝比賽主持人 | 1                |
| 錢俞安     | 小賴           | 我帥食堂主廚 | 1                |
| 李國強     | 阿K            | 我帥食堂二廚 | 1                |
| 謝沂倫     | 大寶           | 我帥食堂助手 | 1                |
| 郭泰王     | 主廚           | 廚藝比賽評審 | 1                |
| 顏英忠     | 主廚           | 廚藝比賽評審 | 1                |
| 黃南洲     | 主廚           | 廚藝比賽評審 | 1                |
| 黃浩銘     | 王發財青年時期 | | 1,21             |
| 陳獻       | 方智輝青年時期 | | 1 4 19-21        |
| 黃柏峰     | 蔡添成         | 青年時期。已故圓滿閣前總主廚「阿告師」之子。 本該繼承父業，但在20多年前圓滿閣遭受祝融時命喪火窟，後由王發財代替繼承圓滿閣。 為王子毅之生父 | 1 4 19-21        |
| 陳玹宇     | Tom            | 柯嬿涵副總特助 | 3 11-15          |
| 吳承洋     | 金沖閔         | 王子毅死黨 | 7                |
| 王竣民     | 老白           | 萬里魚市場魚販 招牌海鮮萬里蟹 恭喜的好友                                                                                                   | 9                |
| 王秀杞     | 王秀杞         | 圓滿閣雕刻藝術家，王子堯師父 | 15               |
| 王秀杞夫人 | 王秀杞夫人     | 圓滿閣雕刻藝術家夫人，王子堯師母 | 15               |
| 林美貞     | 許雅晴         | 童耀邦前妻、童語曦生母 為了帶語曦逃離童耀邦與林燕莉而發生車禍身亡                                                                          | 24-27            |
| 許瀞蔆     | 童語曦幼年     | | 24-27            |
| 白佳偉     | 程志成         | 林硯懷的助手，被林燕莉命令當顏若晨的假新郎                                                                                                 | 25 52-63         |
| 晨洋       | 張主廚         | H飯店新主廚 | 39               |
| 嚴浩       | 李國州         | 盛世集團副總，原是某飯店主廚，後為童耀邦手下，保護童語曦                                                                                   | 9 20 31 45 54-60 |
| 張珈羚     | 孫玉鳳青年時期 | | 4                |
| 何曼寧     | 杜海倫         | 盛世集團掏空案重要關係人，在被紀明芳鎖定後不久即遭顏如夜追殺，昏迷前把重要資料給了王子堯                                                   | 39-40            |
| 全心平     | 送花者         | 第二個將花拿給王子毅的人 | 55               |

### 特別演出
| 演員   | 角色   | 介紹                                                                                               | 登場集數 |
| 黃少祺 | 李家駒 | 方以茜在剛滿18歲時候交的騎重機男朋友(角色後來由謝承均飾演的林硯懷接手)                             | 1        |
| 于美人 | 于美人 | 知名饕客                                                                                           | 3        |
| 高宇蓁 | 何秀美 | 美人醬油老闆娘                                                                                     | 14-17    |
| 李㼈   | 李主廚 | 台灣滷菜代表                                                                                       | 15-16    |
| 陳零九 | 陳零九 | 歌手，王子堯三年前認識的朋友                                                                       | 15-16    |
| 湯志偉 | 湯主廚 | 阿明師，浙菜代表                                                                                   | 15-16    |
| 夏靖庭 | 蔡阿告 | 阿告師，圓滿閣已故前任總主廚及前任老闆 蔡添成的父親 王子毅阿公，向王發財指示圓滿閣須交由王子毅繼承 | 21       |

## 電視劇歌曲
| 曲別   | 歌名         | 演唱者         | 作詞                                   | 作曲                                   |
| 片頭曲 | 美味絕配     | 王語昕         | 王語昕                                 | 蔣三省、蔣榮宗                         |
| 片尾曲 | 再也不要     | 陳零九、韋禮安 | 韋禮安、羅維真、晴時書、姚書寰、蔡周翰 | 韋禮安、羅維真、晴時書、姚書寰、蔡周翰 |
| 插曲   | 戀人還是朋友 | 王語昕         | 王語昕                                 | 蔣三省、蔣榮宗                         |
| 插曲   | 寂寞的雨滴   | 王語昕         | 王語昕                                 | 蔣三省、蔣榮宗                         |
| 插曲   | 冤家路窄     | 羅宏正         | 姚書寰(姚頭)                           | 姚書寰(姚頭)                           |

## 收視率
| 中華民國 東森戲劇台 首播收视率 （AC尼爾森） |            |                                |        |        |                                        |
| 集數                                        | 週數       | 播出日期                       | 收视率 | 排名   | 備註                                   |
| 1-5                                         | 01         | 2019年11月18日－2019年11月22日 | 0.24   | 未進榜 |                                        |
| 6-10                                        | 02         | 2019年11月25日－2019年11月29日 | 0.24   | 未進榜 |                                        |
| 11-15                                       | 03         | 2019年12月2日－2019年12月6日   | 0.23   | 未進榜 |                                        |
| 16-20                                       | 04         | 2019年12月9日－2019年12月13日  | 0.26   | 未進榜 |                                        |
| 21-25                                       | 05         | 2019年12月16日－2019年12月20日 | 0.29   | 未進榜 |                                        |
| 26-30                                       | 06         | 2019年12月23日－2019年12月27日 | 0.26   | 未進榜 |                                        |
| 31-35                                       | 07         | 2019年12月30日－2020年1月3日   | 0.30   | 未進榜 |                                        |
| 36-40                                       | 08         | 2020年1月6日－2020年1月10日    | 0.29   | 未進榜 |                                        |
| 41-45                                       | 09         | 2020年1月13日－2020年1月17日   | 0.30   | 未進榜 |                                        |
| 46-48                                       | 10         | 2020年1月20日－2020年1月22日   | 0.32   | 未進榜 | 因農曆過年，該劇從小年夜至初五暫停播出 |
| 49-50                                       | 11         | 2020年1月30日－2020年1月31日   | 0.34   | 未進榜 |                                        |
| 51-55                                       | 12         | 2020年2月3日－2020年2月7日     | 0.34   | 未進榜 |                                        |
| 56-60                                       | 13         | 2020年2月10日－2020年2月14日   | 0.33   | 未進榜 |                                        |
| 61-63                                       | 14         | 2020年2月17日－2020年2月19日   | 0.35   | 未進榜 |                                        |
| 平均收視率                                  | 平均收視率 | 平均收視率                     | 0.29   |        |                                        |

- 由AC尼爾森調查，調查範圍是四歲以上收看電視之觀眾。
- 資料來源：台灣-偶像劇場 （页面存档备份，存于）

## 製作團隊
- 導演：吳蒙恩、葉鴻偉
- 出品人：林文淵
- 總監製：郭元冲、賴秀貞
- 監製：彭佳苹、呂承嬡
- 製作人：莊文信
- 戲劇指導：林久渝（第13集至63集）
- 執行製作人：林雅婷
- 編審：楊玉明
- 編劇統籌：邵慧婷、林珮瑜
- 協力編劇：
  - 鄭涵文、李盈緣（第1-12集）
  - 鄭涵文、李盈緣、雨桐、蘆葦、林雅婷（第13-16集）
  - 鄭涵文、李盈緣、蘆葦（第17-23集）
  - 鄭涵文、李盈緣、蘆葦、金泰佑（第24-27集）
  - 鄭涵文、李盈緣、雨桐、蘆葦、金泰佑（第28集至今）
- 製作公司：共享影像製作
- 冠名贊助：拉斐茲電商4.0、伍零牌益生菌、伍零牌複方穀胱甘肽

## 大事記
- 2019年9月22日，美味滿閣在主要場景圓滿閣前舉行開鏡儀式。[1]
- 2019年9月30日，東森電視最新強檔大戲美味滿閣預告。[2]
- 2019年10月1日，東森電視最新強檔大戲美味滿閣幸福就在這預告。[3]龍劭華、苗可麗、王傳一、魏蔓、紀言愷、林昀希、羅宏正、李維維、沈孟生、李相林、許巧薇、楊騰、賴雅琪、邱珮淇、林映彤、王牧語、莫允樂、張熙恩、鄭志偉出席【美味滿閣】卡司發布記者會。[4]
- 2019年10月2日，釋出東森電視最新強檔大戲美味滿閣火熱登場預告。[5]
- 2019年10月4日，釋出東森電視強檔大戲美味滿閣閤家歡樂預告。[6]，釋出東森電視強檔大戲美味滿閣 幸福就在美味滿閣預告[7]
- 2019年10月6日，釋出東森電視強檔大戲美味滿閣讓你再次「芋」見幸福預告[8]
- 2019年10月11日，釋出東森電視強檔大戲美味滿閣幸福滿格預告[9]
- 2019年10月13日，釋出東森電視強檔大戲美味滿閣幸福就在美味滿閣預告[10]
- 紀言愷在IG限時動態說因收視率不佳全部劇情砍掉重拍，修改劇本換一批新演員加入救收視。[11]
- 2020年2月11日全劇殺青。
- 2020年2月14日殺青酒。

## 電視節目的變遷
- 官方网站 - 東森
- 官方网站 - 龍華電視
- 東森創作的Facebook專頁
- 東森創作的Instagram帳戶
- YouTube上的東森創作頻道
- 美味滿閣 （页面存档备份，存于）.myVideo
- 美味滿閣 （页面存档备份，存于）.愛奇藝台灣站

| 中華民國 東森戲劇台 週一至週五 19:00 - 20:00                             | 中華民國 東森戲劇台 週一至週五 19:00 - 20:00                        | 中華民國 東森戲劇台 週一至週五 19:00 - 20:00                                                  |
| ------------------------------------------------------------------------ | ------------------------------------------------------------------- | --------------------------------------------------------------------------------------------- |
|                                                                          | 圓滿閣上菜 （2019年10月30日－2019年11月14日）                       |                                                                                               |
| 奇皇后（重播） （改為 18:00 - 19:00） （2019年10月18日－2019年10月29日） | 奇皇后（重播） （18:00 - 20:00） （2019年11月15日－2019年12月11日） |                                                                                               |
| 週一至週五 21:00 - 22:00 1月23日至1月29日暫停播映                        |                                                                     |                                                                                               |
| 白夜童話（重播） （20:00 - 22:00） （2019年8月28日－2019年11月15日）     | 美味滿閣 （2019年11月18日－2020年2月19日）                          | 爸爸好奇怪（重播） （2020年2月20日－2020年4月14日）姊妹們追吧 （2020年4月15日－2020年7月7日） |

| 中華民國 中視主頻 每週一至週五 20:00 - 22:00 · 8月18日 20:00 - 21:00                                 | 中華民國 中視主頻 每週一至週五 20:00 - 22:00 · 8月18日 20:00 - 21:00 | 中華民國 中視主頻 每週一至週五 20:00 - 22:00 · 8月18日 20:00 - 21:00 |
| --- | -------------------------------------------------------------------- | -------------------------------------------------------------------- |
| | 美味滿閣 （2021年7月6日－2021年8月18日）                             |                                                                      |
| 孤城閉 （2021年4月5日－2021年5月31日）倚天屠龍記（重播） （2019年版） （2021年6月1日－2021年7月5日） | 大人情歌 （2021年8月18日－2021年10月6日）                            |                                                                      |